# Mecyclothorax
Mecyclothorax Sharp, 1903 è un genere di Coleoptera della famiglia Carabidae.
Il genere comprende circa 400 specie, delle quali circa la metà è stata scoperta e descritta dall'entomologo della Cornell University James Liebherr.
Il genere Mecyclothorax è originario dell'Australia.

## Descrizione
La maggioranza delle specie australiane di Mecyclothorax è in grado di volare, mentre le specie individuate nelle isole Hawaii e nelle Isole della Società sono prive di ali a causa del fenomeno della radiazione adattativa.
I Mecyclothorax sono piccoli coleotteri predatori. Essi subiscono una metamorfosi completa entro il primo mese di vita, cui seguono gli stadi di larva, pupa e adulto. Gli adulti possono vivere fino ad un anno.

## Distribuzione e habitat
Esemplari del genere Mecyclothorax sono stati trovati in Australia, Nuova Zelanda e nell'isola di Giava, nelle Isole della Società e a Maui (Isole Hawaii).
In Australia, sede di origine del genere, sono presenti 25 specie, mentre tra Nuova Zelanda e Giava ve ne sono circa 40. Nelle Hawaii sono state scoperte 239 specie, mentre altre 100 sono state scoperte nelle Isole della Società.

## Tassonomia
Il genere Mecyclothorax al novembre 2012 comprende circa 400 specie, ma le nuove scoperte si susseguono velocemente.
Al 2011, esso includeva le seguenti 246 specie:
- Mecyclothorax aa Liebherr, 2008
- Mecyclothorax abax Liebherr, 2006
- Mecyclothorax acutangulus Perrault, 1988
- Mecyclothorax aeneipennis Liebherr, 2005
- Mecyclothorax aeneus Sharp, 1903
- Mecyclothorax altiusculoides Perrault, 1987
- Mecyclothorax altiusculus (Britton, 1938)
- Mecyclothorax amaroides Sharp, 1903
- Mecyclothorax ambiguus (Erichson, 1842)
- Mecyclothorax angulosus Perrault, 1989
- Mecyclothorax angusticollis (Blackburn, 1878)
- Mecyclothorax annae Liebherr, 2006
- Mecyclothorax aorai Perrault, 1978
- Mecyclothorax apicalis (Sharp, 1903)
- Mecyclothorax arcuatus Liebherr, 2006
- Mecyclothorax argutor (Sharp, 1903)
- Mecyclothorax ata Perrault, 1978
- Mecyclothorax ataraensis Perrault, 1989
- Mecyclothorax ater Britton, 1948
- Mecyclothorax balli Perrault, 1978
- Mecyclothorax ballioides Perrault, 1978
- Mecyclothorax basipunctus Louwerens, 1953
- Mecyclothorax bembidicus Sharp, 1903
- Mecyclothorax bembidioides (Blackburn, 1879)
- Mecyclothorax bicolor Sharp, 1903
- Mecyclothorax bilaianus Baehr, 1998
- Mecyclothorax blackburni (Sloane, 1898)
- Mecyclothorax blackburnianus Liebherr, 2008
- Mecyclothorax bougainvillei Perrault, 1986
- Mecyclothorax bradycellinus Sharp, 1903
- Mecyclothorax bradyderus (Sharp, 1903)
- Mecyclothorax brevipennis Perrault, 1984
- Mecyclothorax brevis (Blackburn, 1878)
- Mecyclothorax brittoni Perrault, 1978
- Mecyclothorax bryobioides Perrault, 1987
- Mecyclothorax bryobius (Britton, 1938)
- Mecyclothorax carteri (Perkins, 1917)
- Mecyclothorax castaneus Perrault, 1986
- Mecyclothorax chalcosus (Sharp, 1903)
- Mecyclothorax cognatus Sharp, 1903
- Mecyclothorax comma Liebherr, 2006
- Mecyclothorax consobrinus Liebherr, 2005
- Mecyclothorax constrictus (Sharp, 1903)
- Mecyclothorax convexicollis (Emden, 1937)
- Mecyclothorax convexus Liebherr, 2006
- Mecyclothorax cooki Perrault, 1986
- Mecyclothorax cordaticollis (Blackburn, 1878)
- Mecyclothorax cordicollis (Sloane, 1900)
- Mecyclothorax cordithorax Liebherr, 2005
- Mecyclothorax crassus (Sharp, 1903)
- Mecyclothorax cuccodoroi Baehr, 2002
- Mecyclothorax cupreoides Perrault, 1978
- Mecyclothorax cupreus Perrault, 1978
- Mecyclothorax cupripennis Perrault, 1989
- Mecyclothorax curtipes (Sharp, 1903)
- Mecyclothorax curtus (Sloane, 1895)
- Mecyclothorax cymindicus Sharp, 1903
- Mecyclothorax cymindoides Liebherr, 2006
- Mecyclothorax dannieae Perrault, 1978
- Mecyclothorax daptinus Sharp, 1903
- Mecyclothorax debiliceps Liebherr, 2006
- Mecyclothorax debilis (Sharp, 1903)
- Mecyclothorax deverilli (Blackburn, 1879)
- Mecyclothorax discedens (Sharp, 1903)
- Mecyclothorax doesburgi Louwerens, 1949
- Mecyclothorax ducalis (Sharp, 1903)
- Mecyclothorax dunbarorum Liebherr, 2006
- Mecyclothorax eipomeki Baehr, 1995
- Mecyclothorax eliti Baehr, 1995
- Mecyclothorax ewingi Liebherr, 2006
- Mecyclothorax exilis Britton, 1948
- Mecyclothorax externestriatus Perrault, 1989
- Mecyclothorax eyrensis (Blackburn, 1892)
- Mecyclothorax fairmairei Perrault, 1986
- Mecyclothorax ferruginiosus Perrault, 1987
- Mecyclothorax filipes (Sharp, 1903)
- Mecyclothorax flavolateralis Liebherr, 2006
- Mecyclothorax flavomarginatus Britton, 1948
- Mecyclothorax fleutiauxi (Jeannel, 1944)
- Mecyclothorax footei Liebherr, 2008
- Mecyclothorax fortis (Blackburn, 1889)
- Mecyclothorax fosbergi Perrault, 1979
- Mecyclothorax fosbergioides Perrault, 1988
- Mecyclothorax funebris Liebherr, 2008
- Mecyclothorax fuscus Perrault, 1989
- Mecyclothorax gagnei Liebherr, 2008
- Mecyclothorax georgettae Perrault, 1978
- Mecyclothorax gerardi Perrault, 1978
- Mecyclothorax giffardi Liebherr, 2005
- Mecyclothorax giffini Liebherr, 2008
- Mecyclothorax globicollis (Mandl, 1969)
- Mecyclothorax globosoides Perrault, 1989
- Mecyclothorax globosus (Britton, 1948)
- Mecyclothorax globulosus Perrault, 1978
- Mecyclothorax gourvesi Perrault, 1978
- Mecyclothorax gourvesioides Perrault, 1988
- Mecyclothorax goweri Moore, 1992
- Mecyclothorax gracilis (Sharp, 1903)
- Mecyclothorax granulatus Liebherr, 2006
- Mecyclothorax granulipennis Liebherr, 2008
- Mecyclothorax haleakalae (Sharp, 1903)
- Mecyclothorax hamatus Perrault, 1987
- Mecyclothorax hemisphaericus Perrault, 1989
- Mecyclothorax hephaestus Liebherr, 2008
- Mecyclothorax howei Moore, 1992
- Mecyclothorax impressipennis Baehr, 2003
- Mecyclothorax impunctatus Liebherr, 2006
- Mecyclothorax inaequalis (Blackburn, 1878)
- Mecyclothorax incompositus Britton, 1948
- Mecyclothorax inflatus Baehr, 2003
- Mecyclothorax insolitus (Sharp, 1903)
- Mecyclothorax interruptus Sharp, 1903
- Mecyclothorax irregularis Britton, 1948
- Mecyclothorax iteratus Sharp, 1903
- Mecyclothorax jarrigei Perrault, 1978
- Mecyclothorax jiwikae Baehr, 1995
- Mecyclothorax joni Liebherr, 2006
- Mecyclothorax julianae Baehr, 1995
- Mecyclothorax karschi (Blackburn, 1882)
- Mecyclothorax kaukukini Liebherr, 2008
- Mecyclothorax kavanaughi Liebherr, 2008
- Mecyclothorax konanus Sharp, 1903
- Mecyclothorax kubor Baehr, 2008
- Mecyclothorax lackneri Baehr, 2008
- Mecyclothorax laetus (Blackburn, 1881)
- Mecyclothorax laevilateralis Perrault, 1989
- Mecyclothorax lahainae Britton, 1948
- Mecyclothorax langdae Baehr, 1995
- Mecyclothorax lateralis (Castelnau, 1867)
- Mecyclothorax latissimus Liebherr, 2006
- Mecyclothorax latus Liebherr, 2006
- Mecyclothorax lewisensis Moore, 1984
- Mecyclothorax lisae Liebherr, 2006
- Mecyclothorax lissopterus Liebherr, 2006
- Mecyclothorax lissus (Andrewes, 1933)
- Mecyclothorax loebli Baehr, 2002
- Mecyclothorax longulus Sharp, 1903
- Mecyclothorax lophoides (Chaudoir, 1854)
- Mecyclothorax macrops (Sharp, 1903)
- Mecyclothorax mahina Perrault, 1984
- Mecyclothorax mapura Perrault, 1984
- Mecyclothorax marau Perrault, 1978
- Mecyclothorax marginatus Perrault, 1978
- Mecyclothorax maunakukini Liebherr, 2008
- Mecyclothorax micans (Blackburn, 1878)
- Mecyclothorax microps Sharp, 1903
- Mecyclothorax minor Britton, 1948
- Mecyclothorax minutus (Castelnau, 1867)
- Mecyclothorax molokaiae (Sharp, 1903)
- Mecyclothorax molops (Sharp, 1903)
- Mecyclothorax monteithi Moore, 1985
- Mecyclothorax montivagus (Blackburn, 1878)
- Mecyclothorax multipunctatus (Blackburn, 1878)
- Mecyclothorax mundanus (Sharp, 1903)
- Mecyclothorax munroi (Perkins, 1937)
- Mecyclothorax muriauxi Perrault, 1978
- Mecyclothorax muriauxioides Perrault, 1984
- Mecyclothorax najtae Deuve, 1987
- Mecyclothorax negrei Perrault, 1986
- Mecyclothorax nitidus Liebherr, 2008
- Mecyclothorax nubicola (Blackburn, 1878)
- Mecyclothorax oahuensis (Blackburn, 1878)
- Mecyclothorax obscuricolor (Blackburn, 1878)
- Mecyclothorax obscuricornis Sharp, 1903
- Mecyclothorax obscurus Liebherr, 2006
- Mecyclothorax obtusus Perrault, 1984
- Mecyclothorax occultus Sharp, 1903
- Mecyclothorax oculatus Sharp, 1903
- Mecyclothorax oopteroides Liebherr & Marris, 2009
- Mecyclothorax otagoensis Liebherr & Marris, 2009
- Mecyclothorax otundicollis (White, 1846)
- Mecyclothorax ovalipennis Perrault, 1988
- Mecyclothorax ovalis Sloane, 1915
- Mecyclothorax ovipennis Sharp, 1903
- Mecyclothorax palustris (Sharp, 1903)
- Mecyclothorax paradoxus (Blackburn, 1879)
- Mecyclothorax paraglobosus Perrault, 1989
- Mecyclothorax paraltiusculus Perrault, 1988
- Mecyclothorax parovalipennis Perrault, 1988
- Mecyclothorax parvus Britton, 1948
- Mecyclothorax pele (Blackburn, 1879)
- Mecyclothorax perivariipes Liebherr, 2008
- Mecyclothorax perkinsi (Sharp, 1903)
- Mecyclothorax perkinsianus (Sharp, 1903)
- Mecyclothorax perpolitus Perkins, 1917
- Mecyclothorax perstriatus (Sharp, 1903)
- Mecyclothorax peryphoides (Blackburn, 1889)
- Mecyclothorax platysminus (Sharp, 1903)
- Mecyclothorax polhemusi Liebherr, 2006
- Mecyclothorax pomarei Perrault, 1986
- Mecyclothorax profondestriatus Perrault, 1989
- Mecyclothorax proximus Britton, 1948
- Mecyclothorax pseudaltiusculus Perrault, 1988
- Mecyclothorax punakukini Liebherr, 2008
- Mecyclothorax punctatostriatus Liebherr, 2006
- Mecyclothorax punctatus (Sloane, 1895)
- Mecyclothorax punctipennis (Macleay, 1871)
- Mecyclothorax pusillus Sharp, 1903
- Mecyclothorax quadraticollis Perrault, 1984
- Mecyclothorax quadratus Britton, 1948
- Mecyclothorax rectangulus Louwerens, 1953
- Mecyclothorax riedeli Baehr, 1992
- Mecyclothorax robustus (Blackburn, 1881)
- Mecyclothorax rotundatus Lorenz, 1998
- Mecyclothorax rufipennis Liebherr, 2008
- Mecyclothorax rusticus Sharp, 1903
- Mecyclothorax sabulicola (Britton, 1948)
- Mecyclothorax sapei Baehr, 1995
- Mecyclothorax scaritoides (Blackburn, 1878)
- Mecyclothorax sculptonotatus (Enderlein, 1909)
- Mecyclothorax sedlaceki Darlington, 1971
- Mecyclothorax sharpi Britton, 1948
- Mecyclothorax simiolus (Blackburn, 1878)
- Mecyclothorax sinuatus Perrault, 1988
- Mecyclothorax sinuosus Liebherr, 2008
- Mecyclothorax sobrinus Sharp, 1903
- Mecyclothorax spinosus Perrault, 1989
- Mecyclothorax stenolophinus Liebherr, 2006
- Mecyclothorax storeyi Moore, 1984
- Mecyclothorax striatopunctatus Perrault, 1986
- Mecyclothorax subater Liebherr, 2006
- Mecyclothorax subconstrictus (Sharp, 1903)
- Mecyclothorax subquadratus Perrault, 1984
- Mecyclothorax subsinuatus Liebherr, 2006
- Mecyclothorax subunctus (Perkins, 1917)
- Mecyclothorax superstriatus Liebherr, 2005
- Mecyclothorax swezeyi Liebherr, 2008
- Mecyclothorax tahitiensis Perrault, 1978
- Mecyclothorax taiarapu Perrault, 1989
- Mecyclothorax tantalus Britton, 1948
- Mecyclothorax teatara Perrault, 1986
- Mecyclothorax terminalis (Sharp, 1903)
- Mecyclothorax toxopei Darlington, 1962
- Mecyclothorax trisetifer Liebherr, 2006
- Mecyclothorax tuberculatus Perrault, 1988
- Mecyclothorax unctus (Blackburn, 1881)
- Mecyclothorax urpuripennis Liebherr, 2008
- Mecyclothorax vaifaufa Perrault, 1989
- Mecyclothorax variipes (Sharp, 1903)
- Mecyclothorax villiersi Perrault, 1986
- Mecyclothorax viridis Perrault, 1978
- Mecyclothorax vitreus Britton, 1948
- Mecyclothorax vulcanus (Blackburn, 1879)
- Mecyclothorax wallisi Perrault, 1986
- Mecyclothorax williamsi Liebherr, 2008
- Mecyclothorax zimmermani Perrault, 1978